# Diocese de Saint Thomas (Ilhas Virgens Americanas)
A Diocese de Saint Thomas (Dioecesis Sancti thomae in Insulis Virgineis) é uma circunscrição eclesiástica da Igreja Católica sediada em Saint Thomas, localizada na dependência das Ilhas Virgens Americanas. Abrange, além de Saint Thomas, as ilhas de Saint Croix, Saint John e Water Island. Erigida em 30 de abril de 1960, pelo Papa João XXIII, como Prelazia Territorial das Ilhas Virgens, foi elevada a diocese pelo Papa Paulo VI em 20 de abril de 1977. É a única sufragânea da Arquidiocese de Washington. Seu atual bispo é  Jerome Feudjio que governa a diocese desde 2021 e sua sé episcopal é a Catedral de São Pedro e São Paulo.
Possui 8 paróquias assistidas por 12 sacerdotes e cerca de 34% da população jurisdicionada é batizada.

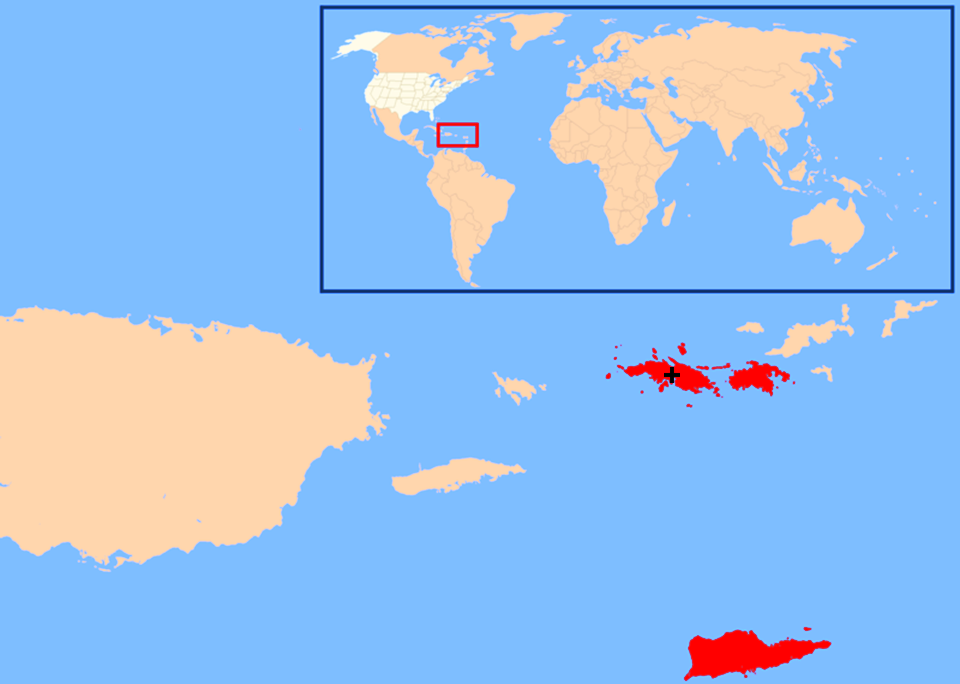
Área territorial da Diocese de Saint Thomas.

## Prelados
| #                        | Nome                               | Período   | Notas                       |
| ------------------------ | ---------------------------------- | --------- | --------------------------- |
| 6º                       | Jerome Feudjio                     | 2021 -    | Atual                       |
| 5º                       | Herbert Armstrong Bevard           | 2008–2020 |                             |
| 4º                       | George Vance Murry, S.J.           | 1999–2007 | Nomeado Bispo de Youngstown |
| 3°                       | Elliot Griffin Thomas              | 1993–1999 |                             |
| 2º                       | Sean Patrick O'Malley, O.F.M. Cap. | 1985–1992 | Nomeado Bispo de Fall River |
| 1º                       | Edward John Harper, C.Ss.R.        | 1960–1985 |                             |
| Bispo-coadjutor          |                                    |           |                             |
|                          | George Vance Murry, S.J.           | 1998–1999 |                             |
|                          | Sean Patrick O'Malley, O.F.M. Cap. | 1984–1985 |                             |
| Administrador Apostólico |                                    |           |                             |
|                          | Wilton Daniel Cardeal Gregory      | 2020–2021 | Arcebispo de Washington     |